# Orchamoplatus caledonicus
Orchamoplatus caledonicus là một loài côn trùng cánh nửa trong họ Aleyrodidae, phân họ Aleyrodinae.
Orchamoplatus caledonicus được Dumbleton miêu tả khoa học đầu tiên năm 1956.